# Cresera silvestrii
Cresera silvestrii är en fjärilsart som beskrevs av Lauro Travassos 1955. Cresera silvestrii ingår i släktet Cresera och familjen björnspinnare. Inga underarter finns listade i Catalogue of Life.